# Марек Гармулевич
Марек Роберт Гармулевич (пол. Marek Robert Garmulewicz; нар. 22 січня 1968, село Мозгава, ґміна Піньчув, Піньчовський повіт, Свентокшиське воєводство) — польський борець вільного стилю, срібний та бронзовий призер чемпіонатів світу, триразовий чемпіон та дворазовий срібний призер чемпіонатів Європи, учасник чотирьох Олімпійських ігор.

## Життєпис
Боротьбою почав займатися з 1978 року.
Виступав за борцівський клуб ZKS з Кошаліна. Тренер — Зігмунд Крет.

## Спортивні результати на міжнародних змаганнях

### Виступи на Олімпіадах
| Змагання                    | Збірна | Вагова категорія           | Місце |
| --------------------------- | ------ | -------------------------- | ----- |
| Літні Олімпійські ігри 1992 | Польща | вільна боротьба, до 90 кг  | 7     |
| Літні Олімпійські ігри 1996 | Польща | вільна боротьба, до 100 кг | 5     |
| Літні Олімпійські ігри 2000 | Польща | вільна боротьба, до 97 кг  | 4     |
| Літні Олімпійські ігри 2004 | Польща | вільна боротьба, до 120 кг | 11    |

Найкращий результат на Олімпіадах показав у 2000 році на літніх Олімпійських іграх в Сіднеї, де виграв три поєдинки, дійшовши до півфіналу. Там він поступився з рахунком 0:3 казахському борцеві Ісламу Байрамукову. У сутичці за бронзову нагороду з рахунком 1:4 програв грузинському спортсмену Ельдару Куртанідзе.

### Виступи на Чемпіонатах світу
| Змагання                        | Збірна | Вагова категорія           | Місце  |
| ------------------------------- | ------ | -------------------------- | ------ |
| Чемпіонат світу з боротьби 1991 | Польща | вільна боротьба, до 90 кг  | 9      |
| Чемпіонат світу з боротьби 1994 | Польща | вільна боротьба, до 100 кг | 7      |
| Чемпіонат світу з боротьби 1995 | Польща | вільна боротьба, до 100 кг | 12     |
| Чемпіонат світу з боротьби 1997 | Польща | вільна боротьба, до 97 кг  | 7      |
| Чемпіонат світу з боротьби 1998 | Польща | вільна боротьба, до 97 кг  | Срібло |
| Чемпіонат світу з боротьби 1999 | Польща | вільна боротьба, до 97 кг  | Бронза |
| Чемпіонат світу з боротьби 2001 | Польща | вільна боротьба, до 130 кг | 13     |
| Чемпіонат світу з боротьби 2002 | Польща | вільна боротьба, до 120 кг | 12     |

### Виступи на Чемпіонатах Європи
| Змагання                         | Збірна | Вагова категорія           | Місце  |
| -------------------------------- | ------ | -------------------------- | ------ |
| Чемпіонат Європи з боротьби 1991 | Польща | вільна боротьба, до 90 кг  | 7      |
| Чемпіонат Європи з боротьби 1992 | Польща | вільна боротьба, до 90 кг  | 9      |
| Чемпіонат Європи з боротьби 1993 | Польща | вільна боротьба, до 100 кг | 5      |
| Чемпіонат Європи з боротьби 1994 | Польща | вільна боротьба, до 100 кг | Золото |
| Чемпіонат Європи з боротьби 1995 | Польща | вільна боротьба, до 100 кг | 9      |
| Чемпіонат Європи з боротьби 1996 | Польща | вільна боротьба, до 100 кг | Золото |
| Чемпіонат Європи з боротьби 1997 | Польща | вільна боротьба, до 97 кг  | Срібло |
| Чемпіонат Європи з боротьби 1998 | Польща | вільна боротьба, до 97 кг  | Срібло |
| Чемпіонат Європи з боротьби 2000 | Польща | вільна боротьба, до 130 кг | Золото |
| Чемпіонат Європи з боротьби 2002 | Польща | вільна боротьба, до 120 кг | 7      |
| Чемпіонат Європи з боротьби 2003 | Польща | вільна боротьба, до 120 кг | 12     |

### Виступи на інших змаганнях
| Змагання                                                         | Збірна | Вагова категорія           | Місце  |
| ---------------------------------------------------------------- | ------ | -------------------------- | ------ |
| Кубок п'яти континентів FILA 1998                                | Польща | вільна боротьба, до 130 кг | Золото |
| Олімпійський кваліфікаційний турнір з боротьби 2004 (Братислава) | Польща | вільна боротьба, до 120 кг | 4      |
| Гран-прі Німеччини з боротьби 2004                               | Польща | вільна боротьба, до 120 кг | 6      |

### Виступи на змаганнях молодших вікових груп
| Змагання                                      | Збірна | Вагова категорія          | Місце |
| --------------------------------------------- | ------ | ------------------------- | ----- |
| Чемпіонат Європи з боротьби серед молоді 1988 | Польща | вільна боротьба, до 90 кг | 7     |